# Sainte-Ouenne
Sainte-Ouenne är en kommun i departementet Deux-Sèvres i regionen Nouvelle-Aquitaine i västra Frankrike. Kommunen ligger i kantonen Champdeniers-Saint-Denis som tillhör arrondissementet Niort. År 2022 hade Sainte-Ouenne 772 invånare.

## Befolkningsutveckling
Antalet invånare i kommunen Sainte-Ouenne
| Referens: INSEE |